# Семилуженский казачий острог
Семилуженский казачий острог — восстановленный по облику казачий острог в селе Семилужки Томского района Томской области. Популярный туристский объект Правобережного Нижнего Притомья.
В Семилуженской (Каменской) казачьей заставе, стоявшей на древнем торговом пути Иркутский тракт, ставшим самым длинным в мире в начале XVII века поселяются первые переселенцы из России. Позднее, около 1632 г., под защитой острожка возникла деревня Семилужная.
На территории нынешнего восстановленного острога проводятся экскурсионные программы и Русские сибирские слёты, посвященные возрождению национальных русских традиций и выработке общей позиции участников по русскому вопросу.